# Cédric Paquette
Cédric Paquette (ur. 13 sierpnia 1993 w Gaspé, Quebec, Kanada) – hokeista kanadyjski, gracz ligi NHL.

## Kariera klubowa
- Blainville-Boisbriand Armada (2011 - 3.05.2013)
- Tampa Bay Lightning (3.05.2013 - 
  -  Syracuse Crunch (2013 - 2015)

## Sukcesy
Klubowe
- Prince of Wales Trophy z zespołem Tampa Bay Lightning w sezonie 2014-2015